# Goudstreepfuselier
De goudstreepfuselier (Caesio caerulaurea) is een straalvinnige vis uit de familie van Caesionidae, orde baarsachtigen (Perciformes), die voorkomt in de Grote en Indische Oceaan.

## Beschrijving
De goudstreepfuselier is gemiddeld 23 centimeter en kan een maximale lengte bereiken van 35 centimeter. De vis is blauwachtige van boven, naar onderen toe lichtblauw tot wit. De vis dankt zijn naam aan een goudkleurige band die van boven het oog naar achteren loopt over het lijf tot de bovenste lob van de staartvin, waarbij de kleur op de vin in zwart veranderd. Ook de onderste lob van de staartvin heeft een zwarte streep.
De vis heeft één rugvin met tien stekels en 14 - 16 vinstralen en één aarsvin met drie stekels en 12 - 13 vinstralen.

## Leefwijze
Caesio caerulaurea is een zoutwatervis die voorkomt in tropische wateren. De soort is voornamelijk te vinden in zeeën en koraalriffen. De diepte waarop de soort voorkomt is 5 tot 50 meter onder het wateroppervlak.
Het dieet van de vis bestaat hoofdzakelijk uit zoöplankton.

## Relatie tot de mens
De goudstreepfuselier is voor de beroepsvisserij van enig belang, speciaal als aasvis voor de visserij op tonijn.